# Ландик, Иван Иванович
Иван Иванович Ландик (18 февраля 1919 года — 18 апреля 1945 года) — военный лётчик, капитан Рабоче-крестьянской Красной Армии, участник Великой Отечественной войны, Герой Советского Союза (1945).

## Биография
Родился 18 февраля 1919 года в деревне Бутовской Корниловской волости Калачинского уезда Тобольской губернии (ныне — несуществующий населённый пункт в Горьковском районе Омской области). После окончания восьми классов школы и двух курсов финансового техникума работал сначала на кирпичном заводе, затем стал десятником по строительству и ремонту межколхозных дорог в Карасукском районе (ныне — Новосибирская область).
В 1941 году был призван на службу в Рабоче-крестьянскую Красную Армию. В 1942 году он окончил Вязниковскую военную авиационную школу пилотов. С июня 1942 года — на фронтах Великой Отечественной войны. В одном из боёв был ранен, но остался в строю.
К апрелю 1945 года капитан Иван Ландик командовал эскадрильей 482-го истребительного авиаполка, 322-й истребительной авиадивизии, 2-го истребительного авиакорпуса, 2-й воздушной армии, 1-го Украинского фронта. К тому времени он совершил 160 боевых вылетов, принял участие в 38 воздушных боях, сбив 16 вражеских самолётов лично и ещё 2 — в составе группы.
18 апреля 1945 года его самолёт был сбит и упал на окраине населённого пункта Комптендорф в 10 километрах к юго-востоку от Котбуса, лётчик погиб. Похоронен в Комптендорфе.
Указом Президиума Верховного Совета СССР от 27 июня 1945 года за «образцовое выполнение боевых заданий командования на фронте борьбы с немецкими захватчиками и проявленные при этом мужество и героизм» капитан Иван Ландик посмертно был удостоен высокого звания Героя Советского Союза. Также был награждён орденом Ленина, двумя орденами Красного Знамени, орденом Отечественной войны 2-й степени.
В честь И. Ландика названы улицы в Карасуке и Горьковском, школа в Карасуке.